# Langreo
Langreo − miasto w Hiszpanii, w regionie Asturia. W 2007 liczyło 46 076 mieszkańców.
W Langreo urodził się hiszpański piłkarz David Villa.